# Bzommar
Bzommar ou Bzemmar (arabe : بزمار ) est un village libanais situé dans le caza du Kesrouan au Mont-Liban au Liban. Le village se situe à 36 km au nord-est de Beyrouth et à une altitude d'environ 930 mètres au-dessus de niveau de la mer Méditerranée.

## Histoire
Bzommar abrite depuis 250 ans un important couvent de l'Église arménienne catholique, qui été construit en 1749, Notre-Dame de Bzommar.
Entre 2006 et 2007, Bzoummar a été la résidence du leader politique chrétien Samir Geagea, chef des Forces libanaises, malgré l'opposition des villageois, étant donné que la plupart des habitants étaient partisans du général Aoun. La population est presque exclusivement chrétienne avec une majorité de rite maronite et une présence significative arménienne catholique. Ce village est d'ailleurs souvent considéré comme le centre spirituel de l'Église arménienne catholique.